# In hoc signo vinces
In hoc signo vinces je izraz koji na latinskom znači „u ovom ćeš znaku pobijediti”, odnosno prijevod grčkog izraza ἐν τούτῳ νίκα. Prema legendi koju navodi Euzebije Cezarejski rimski je car Konstantin neposredno pred bitku na Milvijskom mostu 28. listopada 312. ugledao na nebu znamenje hi-ro s riječima ἐν τούτῳ νίκα, a koje je kasnije protumačio kao poruku da prihvati kršćanstvo i zauzvrat pobijedi u bitci. Slogan je kasnije postao popularan u zapadnoj kulturi, dok u pravoslavlju označava vjeru u Krista.
Kao simbol su, između ostalih, te riječi koristili poljsko-litavski kralj Jan Sobjeski i portugalska kraljevska obitelj. U pojedinim zemljama s kršćanskom tradicijom ta se oznaka može naći na nadvratnicima ulaznih vrata u dvorište, obično urezana u kamen. In hoc signo vinces je također bilo geslo 4. gardijske brigade Hrvatske vojske koje je bilo otisnuto na grbu brigade.